# Hemieuxoa pellucidalis
Hemieuxoa pellucidalis là một loài bướm đêm trong họ Noctuidae.